# Emiliano Tade
Emiliano Tade (* 3. März 1988 in Santiago del Estero) ist ein argentinischer Fußballspieler. Mit Auckland City FC wurde er fünf Mal neuseeländischer Meister und gewann sieben Mal die OFC Champions League. Nach Ángel Berlanga verzeichnet er derzeit mit 202 Einsätzen mit Stand von August 2023 die meisten Einsätze für den Klub, zudem ist er mit 137 Treffern mit weitem Abstand Rekordtorschütze für Auckland wie auch Rekordtorschütze der bis 2021 existierenden Championship.

## Karriere
Er begann seine Karriere bei CA Mitre, wo er erst in der Jugend spielte und dann noch bis 2009 im Kader der ersten Mannschaft stand, jedoch nie eingesetzt wurde. Eigentlich strebte er eine Karriere als Anwalt an, bevor er im April 2010 nach Neuseeland zog. Dort machte er dann bei einem Probetraining von Wellington United auf sich aufmerksam. Durch seine Leistungen in der Central League wurde Stu Jacobs, zu dieser Zeit Cheftrainer von Team Wellington auf ihn aufmerksam und verpflichtete ihn im Vorfeld der Saison 2010/11.
Zur Saison 2011/12 folgte dann sein Wechsel zum Auckland City FC, mit denen er nun seine erfolgreichste Zeit in seiner Karriere anging. Bereits in seiner ersten Saison hier gewann er mit seinem Klub die Champions League. Die Saison 2013/14 beendete er in der Liga zudem mit 17 Treffern als Torschützenkönig und konnte mit sechs Treffern sich auch in der CL diesen Titel holen. Durch seine durchgehenden Siege in der CL mit Auckland City war er mit der Mannschaft auch über sieben Austragungen hinweg immer in mindestens einem Spiel der jeweiligen Klub-WM dabei. Der beste Lauf hier gelang bei dem Turnier im Jahr 2014, als er mit seiner Mannschaft die 1. Runde gewann und dann am Ende sogar auf dem dritten Platz landete. Hiernach war er im Jahr 2015 auch kurzzeitig zurück bei Mitre, verließ den Klub nach weniger als einem Jahr aber bereits wieder und kehrte nach Auckland zurück. Dort spielte er dann noch bis zum Mai 2018.
Hier machte er dann den Wechsel nach Südafrika, wo er nach einem erfolgreichen Probetraining bei AmaZulu unter Vertrag kam. Nachdem er in der ersten Saisonhälfte sieben Tore erzielte und mehrfach zum Spieler des Monats gewählt wurde, kamen auch andere Klubs auf ihn zu, womit er im Januar 2019 dann einen Vertrag bei den Mamelodi Sundowns unterschrieb. Mit diesen gewann er dann am Ende die Meisterschaft in dieser Saison und steuerte bei zwölf Einsätzen nochmal zwei Tore bei. In der nächsten Saison kam er dann aber nicht mehr zum Einsatz und plagte sich mit Verletzungen wie auch Heimweh herum, so dass er darum bat seinen Vertrag im Dezember 2019 schlussendlich aufzulösen.
Im Januar 2020 kehrte er dann zu Auckland City zurück. In der Saison 2022 wurde er mit seiner Mannschaft dann wieder Meister und nahm nach erfolgtem Gewinn der Champions League auch an der Klub-WM 2022 teil.